# Estação Vespucio Norte
A Estação Vespucio Norte é uma das estações do Metrô de Santiago, situada em Santiago, ao lado da Estação Zapadores. É uma das estações terminais da Linha 2.
Foi inaugurada em 21 de dezembro de 2006. Localiza-se no cruzamento da Avenida Américo Vespucio com a Avenida Ignacio Carrera Pinto. Atende as comunas de Recoleta e Huechuraba.